# Seleção Cazaque de Rugby Union
A Seleção Cazaque de Rugby Union é a equipe que representa o Cazaquistão em competições internacionais de Rugby Union.

## Confrontos
Registro de confrontos contra outras seleções
| Adversário    | Jogos | Vitórias | Empates | Derrotas | Pontos feitos | Pontos sofridos | Aproveitamento (%) |
| ------------- | ----- | -------- | ------- | -------- | ------------- | --------------- | ------------------ |
| China         | 2     | 0        | 0       | 2        | 45            | 94              | 0%                 |
| Coreia do Sul | 4     | 1        | 0       | 3        | 91            | 152             | 25%                |
| Geórgia       | 1     | 0        | 0       | 1        | 5             | 17              | 0%                 |
| Golfo Árabe   | 4     | 3        | 0       | 1        | 137           | 59              | 75%                |
| Guam          | 1     | 1        | 0       | 0        | 51            | 6               | 100%               |
| Hong Kong     | 2     | 1        | 0       | 1        | 42            | 29              | 50%                |
| Índia         | 3     | 3        | 0       | 0        | 176           | 41              | 100%               |
| Japão         | 2     | 0        | 0       | 2        | 16            | 169             | 0%                 |
| Malásia       | 2     | 2        | 0       | 0        | 92            | 22              | 100%               |
| Singapura     | 2     | 2        | 0       | 0        | 51            | 29              | 100%               |
| Sri Lanka     | 5     | 4        | 0       | 1        | 165           | 79              | 80%                |
| Tailândia     | 5     | 2        | 0       | 3        | 207           | 16              | 40%                |
| Taipé Chinesa | 2     | 0        | 0       | 2        | 29            | 47              | 0%                 |
| Total         | 35    | 19       | 0       | 16       | 1107          | 760             | 54.2%              |